# Albert Delpy
Albert Delpy, född 13 september 1940 i Saigon, Franska Indokina, är en fransk skådespelare och regissör.

## Roller i urval
- 1970 – La Horse
- 1975 – En stad i skräck
- 1985 – On ne meurt que deux fois
- 1986 – Miss Mona
- 1987 – Tandem
- 1990 – Hårfrisörskans make
- 1993 – Mannen på kajen
- 1994 – Colonel Chabert
- 1996 – Löjets skimmer
- 2004 – Bara en dag
- 2007 – 2 dagar i Paris
- 2011 – 2 dagar i New York
- 2011 – Jag minns en sommar